# جفری پالمر
جفری پالمر (انگلیسی: Geoffrey Palmer؛ زادهٔ ۲۱ آوریل ۱۹۴۲) یک سیاست‌مدار اهل نیوزیلند است.وی از اوت ۱۹۸۹ تا سپتامبر ۱۹۹۰ نخست‌وزیر این کشور بود.
وی همچنین برنده جوایزی همچون نشان استرالیا شده است.